# Ерміна Ангальт-Бернбург-Шаумбург-Гоймська
Ермі́на Ама́лія Марі́я А́нгальт-Бе́рнбург-Шаумбу́рг-Го́ймська (нім. Hermine Amalie Marie von Anhalt-Bernburg-Schaumburg-Hoym, угор. Hermina Mária Amália anhalti), (нар. 2 грудня 1797 — пом. 14 вересня 1817) — принцеса Ангальт-Бернбург-Шаумбург-Гоймська з роду Асканіїв, донька князя Ангальт-Бернбург-Шаумбург-Гойму Віктора II та принцеси Нассау-Вайльбургу Амалії, дружина палатина Угорщини Йозефа Габсбурга.

## Біографія

### Ранні роки
Народилась 2 грудня 1797 року в Гоймі. Стала первістком в родині принца Ангальт-Бернбург-Шаумбург-Гойму Віктора та його дружини Амалії Нассау-Вайльбурзької, з'явившись на світ за чотири роки після їхнього весілля. Мала молодших сестер: Адельгейду, Емму та Іду. Князівством в цей час правив їхній дід Карл Людвіг. У віданні родини знаходився Гоймський замок, збудований на початку XVIII століття, а також замок Шаумбург.

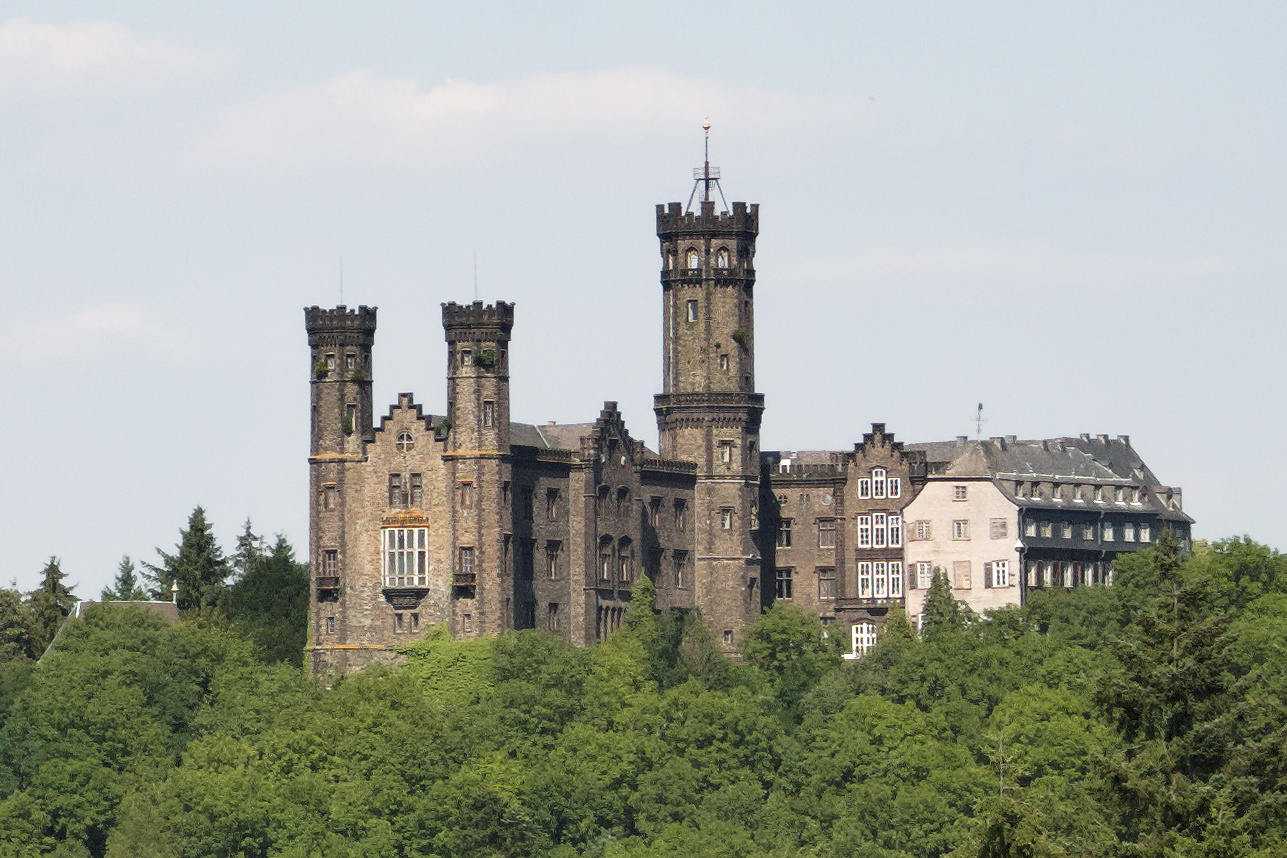
Замок Шаумбург

У 1806 році батько став правлячим князем Ангальт-Бернбург-Шаумбург-Гойму. Він помер, коли Ерміні було 14 років. Матір за кілька місяців взяла другий шлюб із Фрідріхом фон Штайн-Лібенштайном, від якого народила сина Фрідріха Густава. Новим володарем князівства став двоюрідний дід принцеси, Фрідріх. Його правління тривало лише вісім місяців: у грудні 1812 року він пішов з життя, не залишивши нащадків. Землі країни відійшли назад до Ангальт-Бернбурга, яким правив герцог Алексіус. Втім, графства Гольцаппель та Шаумбург залишилися за Ерміною.

### Палатина Угорщини
У віці 17 років принцеса взяла шлюб із 39-річним палатином Угорщини Йозефом Габсбургом. Для нареченого це був другий шлюб. Його перша дружина Олександра Романова померла після пологів у 1801 році, дитині також не вдалося вижити. Весілля відбулося 30 серпня 1815 у замку Шаумбург. Після прибуття до Угорщини молодята деякий час мешкали в маєтку Альчут. Офіційною резиденцією подружжя стала Будайська фортеця.

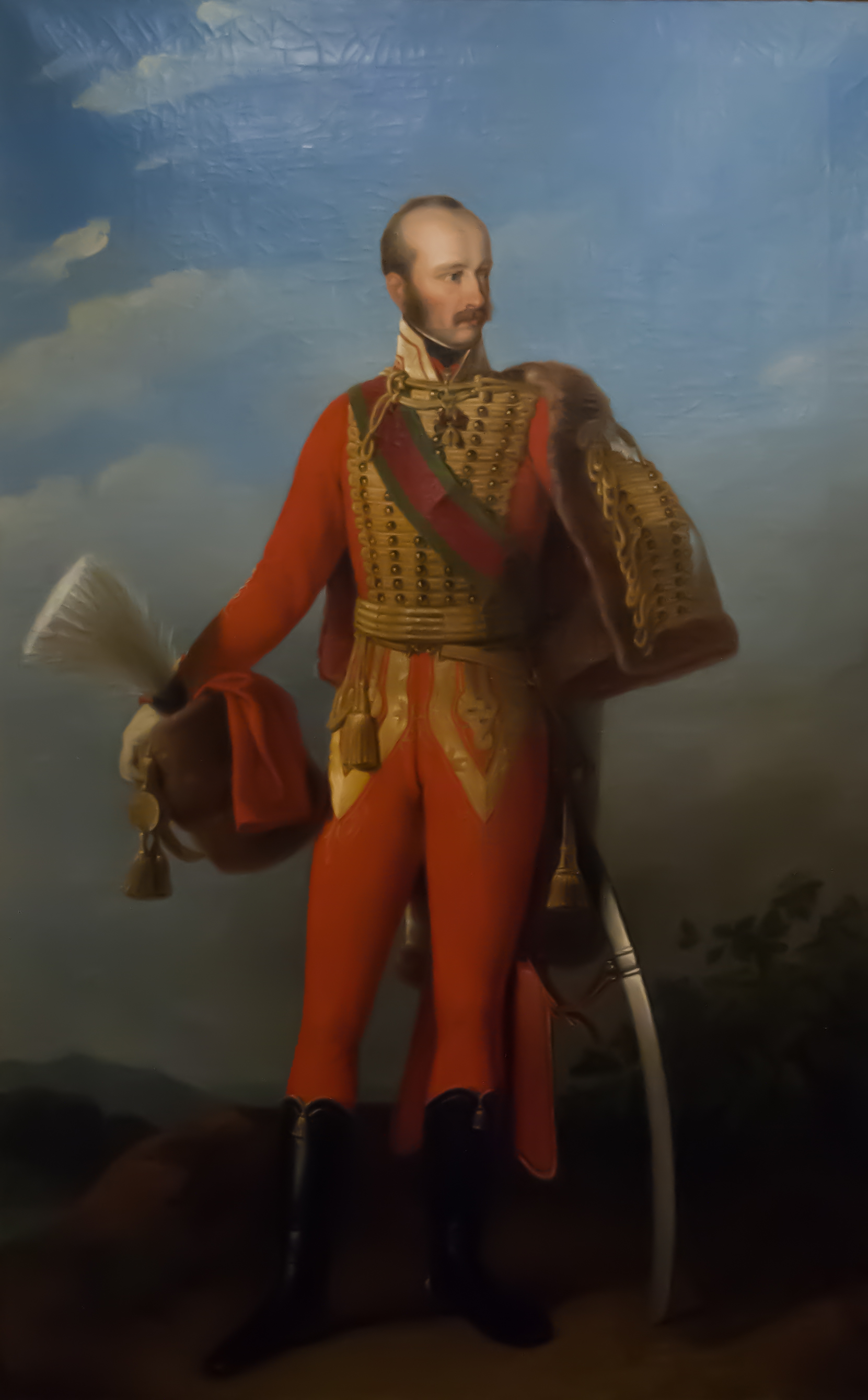
Портрет ерцгерцога Йозефа пензля Й. П. Крафта, 1820

Шлюб виявився щасливим. Місцеве населення Буди, яке сповідувало реформатську віру, також було задоволене цим союзом, оскільки знайшло у новій палатині покровительку протестантизму. На будівництво реформатської церкви вона пожертвувала з особистих коштів 16 000 форинтів та 12 червня 1816 року власноруч заклала перший камінь до її фундаменту. Значної ролі в політичному чи суспільному житті Угорщини не грала, однак була відома своїм милосердям та сердечністю, що зробило її дуже популярною. Займалася благодійністю. 
1816 рік був неврожайним для Угорщини, почався голод, виросли ціни на продукти. За попередніми оцінками, зимою 1816—1817 років близько 50 000 осіб страждали від голоду. Ерміна навесні 1817 року заснувала дві благодійні асоціації у Буді та Пешті. Устав обох був затверджений у травні місяці. Члени ради асоціацій розподіляли гроші та пожертвування (продукти харчування, одяг, паливо, ліки) в своєму районі або видавали їх тим, хто звертався за допомогою; намагалися розшукати нужденних бідняків, які не зверталися за допомогою; платили сім'ям людей з фізичними вадами, які не могли піклуватися про себе, а також тим, хто доглядав дітей-сиріт, яких не можна було відправити в школу. Занедбані пацієнти, які потребували догляду, поміщувалися до міської лікарні за рахунок коштів асоціації.
Із закінченням великого голоду асоціації створили власні фундації. Так, вони організували «центр догляду», в якому «бідні люди похилого віку, які все життя присвятили чесній роботі, були повністю запезпечені». Для дітей-сиріт шкільного віку або кинутих дітей були створені «коливальні інститути», де вони навчалися не лише елементарним знанням, а й фаху. У дусі системи громадянських цінностей велика увага приділялася усуненню передбачуваної причини бідності та безробіття. В обох містах експериментували з інститутом «соціальної зайнятості», в основному для літніх людей, які залишилися без засобів до існування, і, здебільшого, їм давали легку роботу: в'язання, прядіння тощо.
Ерміна 14 вересня 1817 року народила недоношених близнюків, які проте вижили. В той же день ерцгерцогиня померла. Про її смерть було повідомлено 18 вересня у газеті «Vereinigte Ofner und Pester Zeitung», 19 вересня «Magyar Kurír» опублікував детальний звіт. Стан малюків побоювань не вселяв, хоча їх й вимагали негайно охрестити.

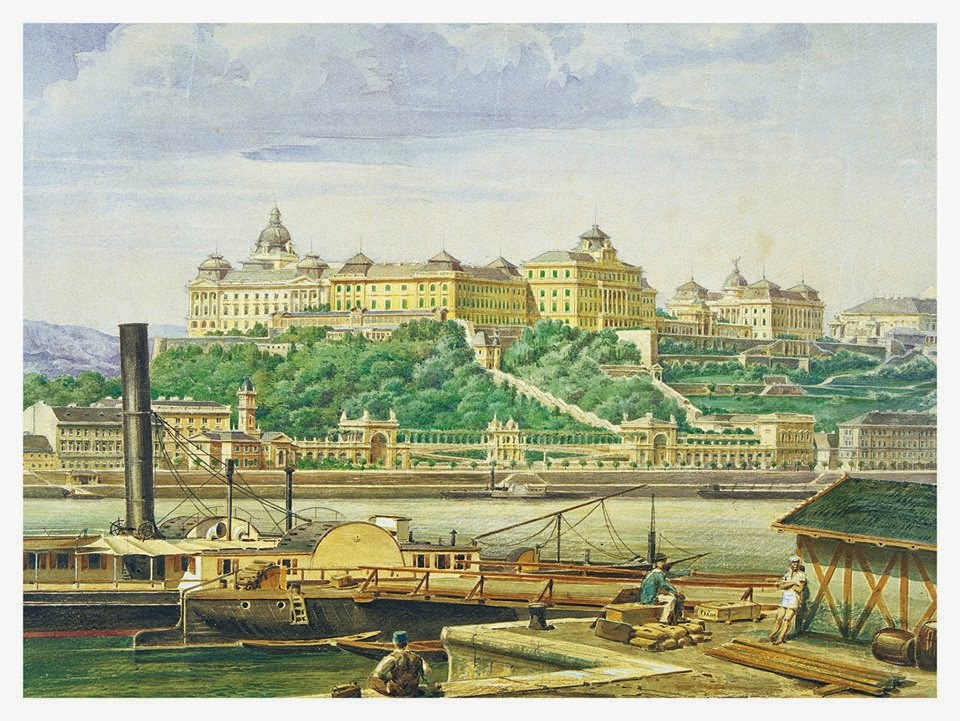
Будайська фортеця

20 вересня палатину у вохристо-жовтій сукні, розшитій золотими нитками, поховали у крипті реформатської церкви. Її серце у срібній урні було поховано поруч. Будівля ще не була завершена, тому перед собором була поставлена охорона. Під час зимової повені 1838 року церква сильно постраждала. 23 квітня того ж року парафіяльний священник Рудольф Вінсентій від свого імені запитав думки архієпископа Естергома щодо перепоховання тіла Ерміни у каплиці Святого Станіслава. Було вирішено перенести прах ерцгерцогині до палатинського склепу в Будайській фортеці.
3 жовтня 1977 року гробниця була відкрита. Виявилося, що тіло ерцгерцогині зберіглося не надто добре, в той час, як сукня була в задовільному стані.
За два роки після смерті дружини Йозеф узяв третій шлюб із Марією Доротеєю Вюртемберзькою, яка народила йому ще п'ятьох дітей. Графства Гольцаппель та Шаумбург відійшли Стефану Францу, який, після виїзду з Угорщини, йменував себе князем Шаумбургу.

## Родина
Чоловік —  Йосиф Австрійський, палатин Угорщини
Діти:
- Ерміна (1817—1842) — настоятелька Терезіанського жіночого монастиря, одружена не була, дітей не мала;
- Стефан Франц (1817—1867) — палатин Угорщини у 1847—1848 роках, одруженим не був, дітей не мав.

## Нагороди
- Орден Зіркового хреста (Австрійська імперія).

## Вшанування пам'яті
- На честь Ерміни був названий шлях (угор. Hermina utat).[6][10]